# NGC 1286
NGC 1286 este o galaxie lenticulară situată în constelația Eridanul. A fost descoperită în 10 noiembrie 1885 de către Lewis A. Swift. Se află la o distanță de 54,7 de megaparseci de Pământ.